# Tom Nook
Tom Nook, Japánban ismert nevén Tanukicsi (たぬきち; Hepburn: Tanukichi) az Animal Crossing sorozat egyik kitalált szereplője, aki egy falusi boltot (vagy az Animal Crossing: New Horizons részében helyi szolgáltatások központját) üzemeltet. Először a Dōbutsu no Mori videójátékban jelent meg, melyet Nintendo 64-re adtak ki, és a Nintendo GameCube Európában és Észak-Amerikában Animal Crossing néven forgalmazott. Nook a sorozat minden részének elején egy házat ad el a játékosnak, akinek emiatt jelzáloghitelt kell törlesztenie. Ennek lejártával felajánlja, hogy újabb összegért felújítja a házukat. A Super Smash Bros. sorozatban is többször feltűnik. A Nintendo Treehouse lokalizációs csapatának tagjai, Rich Amtower és Reiko Ninomiya szerint kapzsisága ellenére azért szerethető figura, mert a városba épp hogy csak megérkezőnek is rögtön hitelt nyújt.

## Koncepció és jellemrajz
Tom Nook alapja a tanuki, a japán nyestkutya. Annak ellenére, hogy többek kapzsinak tartják, a fejlesztők szerint aranyos figura. Amtower szerint „ő életed első főnöke”, és hozzátette, hogy „annak ellenére, hogy mindig az üzlettel foglalkozik, és nincs ideje a kikapcsolódásra, Nook nem rossz személyiség, mert olyannak ad munkát, aki teljesen új a városban. Mivel kockázatot vállal, nagylelkűségről tesz tanúbizonyságot.” Ninomiya egyetértett vele, és mind  ketten úgy érezték, hogy a kapzsiságot ellensúlyozta a boltban megmutatkozó árnövekedés mértéke. Amtower az interjúban többször viccesen utalást tett egy Anti-Nookra is.

## Megjelenései
- Dōbutsu no Mori (2001, Nintendo 64)
- Animal Crossing (2001, GameCube)
- Animal Crossing: Wild World (2005, Nintendo DS)
- Dōbutsu no Mori (film) (2006)
- Animal Crossing: City Folk (2008, Wii)
- Animal Crossing: New Leaf (2012, Nintendo 3DS)
- Animal Crossing: Happy Home Designer (2015, Nintendo 3DS)
- Animal Crossing: Amiibo Festival (2015, Wii U)
- Animal Crossing: Pocket Camp (2017, mobil)
- Animal Crossing: New Horizons (2020, Nintendo Switch)

## Szerepe a sorozatokban
Tom Nook a Nintendo 64 Dōbutsu no Mori játékában jelent meg először (amelyet a Nintendo GameCube a Japánon kívüli régiókban Animal Crossing néven adott el). Ő a város legnagyobb boltjának a tulajdonosa. Ezt a szerepet a következő két kiadásban is tovább viszi. Nook szerepe a sorozatban 2001 és 2012 között lényegében nem változott; az Animal Crossing: New Leaf megjelenésével Nook már nem csak a boltot üzemelteti, hanem az új játékosnak 19 800 csengőért (a játék pénzneme) már házat is ad el. Mivel a kezdő játékosnak csak 1000 csengő van a zsebében, Nook azt kéri az új tulajdonostól, hogy kicsit dolgozzon a boltjában, hogy így fizesse vissza a tartozását. Nook olyan feladatokat ad a játékosnak, melyekkel az hozzászokik a játék környezetéhez. Miután virágot ültetett, leveleket írt és a falu lakóival beszélgetett, a játékost elbocsájtja, hogy fizesse vissza a kölcsönt úgy, ahogy tudja. Mikor a játékos visszafizette a kölcsöne egyik törlesztő részletét, Nook megjavít valamit vagy hozzáad valamit a házhoz, így a játékos egyre inkább eladósodik Nooknak. Mindig a legutolsó beavatkozás a legköltségesebb.
Nook üzlete a játék során háromszor bővül. Attól függ a felújítás üteme, mennyi csengőt költenek el a boltjában. A kezdeti egyszerű Nook’s Cranny kunyhószerű boltjából, ahol csak alapvető termékeket lehetett beszerezni, Nookington’s Department Store lesz, egy nagy, kétszintes épület, ahol nagy választékban állnak az áruk a vásárlók rendelkezésére. Ekkor találkozik a játékos a két unokatestvérével, Tommyval és Timmyvel, akik a bolt második szintjét üzemeltetik. Függetlenül attól, hogy melyik szintig jutottunk el, az üzlet kínálata minden nap változik.
- Az Animal Crossingban a hónap végén, miután a részletet megfizették, Nook különleges tárgyakból rendez tombolát. Ez a további részekből teljesen eltűnt.
- A Wild Worldban a Nookington bővülésével megjelenik Harriet is, aki 3000 csengőért elkészíti a játékos haját.
- A City Folkban Harriet a boltját beköltözteti a városba. A Nookington terjeszkedésével Nook kérdéseket tesz fel a játékosnak, és a választól függően a bolt kinézete visszaváltozhat egy korábbi állapotra.
- Nook az Animal Crossing: New Leaf részben visszatér. Itt már nem a helyi bolt tulajdonosa, hanem a "Nook's Homes" lett az ő boltja, melyben olyan termékeket lehet megvenni, melyekkel megváltozik a ház kinézete. Ezen kívül bővíti is a házat, de minden egyes bővítés egyre többe kerül. Unokatestvérei maguk irányítják a boltot.
- Nook rövid időre megjelenik az Animal Crossing: Pocket Camp részben, ahol 250 Levéljegyért (amit 45 nappal a játék elkezdése után vásárolhat meg) megveheti egy tábor részeseként.
- A New Horizonsban Nook és unokatestvérei, Timmy és Tommy irányítják a Residential Servicest, és új programot ígérnek a játékosnak, az úgynevezett Nook Mérföldeket, ami egy új, játékon belüli fizetőeszköz.

### Egyéb megjelenései
Tom Nook több kisebb szerepben is megjelenik a Super Smash Bros. videójáték sorozatban, szerepel megszerezhető figuraként a Super Smash Bros. Melee és a Super Smash Bros. Brawl részekben, vslamint az Animal Crossing sorozatra épülő Smashville mellékszereplőjeként. Tom Nook boltjának zenéje szerepel még a Super Smash Bros. Brawlban, a "Town Hall and Tom Nook's Store" részben. Tom Nook több promóciós terméken, így plüssjátékokon is feltűnik.

## Fogadtatása
Tom Nook fogadtatása vegyes volt az Animal Crossingban történt szereplése után. Az IGN a kilencedik legkeresettebb figuraként listázta, mint akit a legtöbben látnának a Super Smash Bros. Brawlban. Körmönfontnak, ördöginek és vészjóslónak jellemezték, és hozzátették, hogy bár mivel nem harcoló sorozatból jön, ezért nem lehetne belőle jó harcost készíteni, szívesen látnák, ahogy összeverik. Az IGN egy másik cikke a Major Minor's Majestic March beszélő pálcáját hasonlíta Nookhoz, ami szerintük csak a második leginkább zaklató fgura Nook után. A GameSpy szerint Tom Nook az egyik legkedvesebb főnökük. Brian Altano külön kiemelte, hogy élvezettel utálja Nookot, és kiemelte, hogy miközben Nook különböző szolgáltatásokat nyújt a falujának,  eközben meg van győződve arról, hogy ő Nook, és nem a saját városában él. Az UGO.com szerint ő az ötödik legjobb „Állati” karakter, és kiemelte, hogy míg Mr. Resetti irritáló volt, addig Nook balfácán. Hozzátették, hogy szeretettel gyűlölték, mert és eközben viccesen arra utaltak, hogy ő egy kingpin volt.
A rengeteg negatív kritika mellett Tom Nook több pozitív recenziót is kapott. A "Rocket League" játék "Nook" autójával Tom Nook előtt tisztelegnek, akinek a Rocket League volt a kedvenc játéka. Katherine Isbister "Better game characters by design: a psychological approach" című könyvében Tom Nookot mentor karakterként jellemzi, aki közvetlenül segíti a játékosokat. A GamesRadar szintén az évtized 25 legjobb karaktere között listázta, mert szerinte belopta magát a játékosok szívébe, valamint az interneten egy mém lett belőle, személyiségéből pedig félreértetten körmönfont karakter lett. 2012-ben a GamesRadar Tom Nookot a videójátékok 80. legravaszabb karakterévé választotta. Abban az évben a Complex minden idők 49. legmenőbb ravasz karakterévé választotta.